# 間接証拠
間接証拠（かんせつしょうこ）とは、証明の対象となる事実を間接的に証明する証拠のこと。情況証拠、状況証拠とも。

## 概要
犯罪事実を間接的に推測させることになるが、直接証拠と比較して犯罪事実の証明としては弱くなる。
世間の注目を集める事件において被疑者が否認したまま直接証拠がなく間接証拠だけで立件された場合は、裁判がより注目を集める要因にもなる。
捜査の過程で間接証拠しか出てこない状況下では、自白の強要などの違法な捜査が行われやすくなり、冤罪が発生する原因になる。また、自白の強要により直接証拠が発見された場合でも、違法収集証拠排除法則により証拠能力が否定された結果、無罪判決が出ることが起こり得る。

## 被疑者が否認し、間接証拠が中心の刑事事件として注目された裁判
- 別府3億円保険金殺人事件
- 北海道庁爆破事件
- ロス疑惑
- 城丸君事件
- トリカブト保険金殺人事件
- 飯塚事件
- 京都日整学園女性理事長殺害事件
- 北九州元漁協組合長射殺事件
- 和歌山毒物カレー事件
- 恵庭OL殺人事件
- ルーシー・ブラックマン事件
- 平野母子殺害事件
- 蘭越母子殺傷事件
- 舞鶴高1女子殺害事件
- 米原汚水タンク殺人事件
- 鳥取連続不審死事件
- 首都圏連続不審死事件
- 紀州のドン・ファン事件
- 長野県議会議員妻殺害事件